# Caramuru - A Invenção do Brasil
Caramuru - A invenção do Brasil é um filme brasileiro de 2001, do gênero comédia, dirigido por Guel Arraes e escrito por ele e Jorge Furtado.

## Sinopse
O filme tem como ponto central a história de Diogo Álvares, artista português, pintor talentoso, responsável por uma das lendas que povoam a mitologia brasileira — a do Caramuru. Antes, porém, Diogo é responsável por uma confusão envolvendo os mapas que seriam usados nas viagens de Pedro Álvares Cabral. Contratado por Dom Jaime, o cartógrafo do rei, para ilustrar o precioso documento, ele acaba sendo joguete de uma francesa, Isabelle, que vive na corte em busca de ouro, poder e bons relacionamentos. Ela rouba-lhe o mapa e o artista é deportado. Na viagem, Diogo conhece Heitor, um degredado cult, quase precursor do que hoje em dia se conhece como mochileiro. Como muitas caravelas que se arriscavam, a de Vasco de Athayde naufraga. mas Diogo consegue chegar ao Brasil e o infortúnio acaba sendo um auxílio para dar início à história de amor entre ele e Paraguaçu, a índia que conhece ao chegar ao novo mundo, ao paraíso bíblico sonhado.
O romance entre o descobridor e a nativa é, de fato, a história do triângulo amoroso entre Diogo, Paraguaçu e sua irmã Moema. Os três viviam em perfeita harmonia, sob os olhares do cacique Itaparica. Algum tempo depois, no entanto, Diogo é indagado a ir embora para a França para se casar com a maquiavélica marquesa Isabelle. Apaixonadas, Paraguaçu e Moema mergulham no mar atrás da caravela, mas só Paraguaçu chega à embarcação. Ela e Diogo continuam sua história de amor, com todos os impactos da cultura europeia na vida de uma linda índia.

## Elenco
| Intérprete         | Personagem                             |
| ------------------ | -------------------------------------- |
| Selton Mello       | Diogo Álvares Correia (Caramuru)       |
| Camila Pitanga     | Paraguaçu                              |
| Deborah Secco      | Moema                                  |
| Débora Bloch       | Isabelle Vielmond, Marquesa de Sevilha |
| Luís Melo          | Dom Vasco de Athayde                   |
| Diogo Vilela       | Heitor                                 |
| Pedro Paulo Rangel | Dom Jayme                              |
| Tonico Pereira     | Cacique Itaparica                      |
| Bento Ribeiro      | Ayrú                                   |

## Produção
A Invenção do Brasil, minissérie da Rede Globo, serviu de base para o filme, cujas filmagens ocorreram na praia de Picinguaba, em Ubatuba, e também no Palácio de Queluz, no Castelo de Leiria e no Mosteiro da Batalha, em Portugal. Caramuru foi o primeiro longa-metragem brasileiro a utilizar alta definição de imagem (HDTV), tendo o processo de transposição para tal formato custado 500 mil reais.